# Sillamäe
Sillamäe est une ville et une commune estonienne située dans le comté de Viru oriental.

## Géographie
La commune s'étend sur 10,54 km2 dans le nord-est du pays et est établie à l'embouchure de la Sõtke (et).

## Histoire
La localité de Sillamäggi est mentionnée en 1502, quand la zone est sous le contrôle de l'Ordre de Livonie. En 1700, il est fait mention du pont sur la rivière Sõtke et d'un moulin à Sillamäggi.

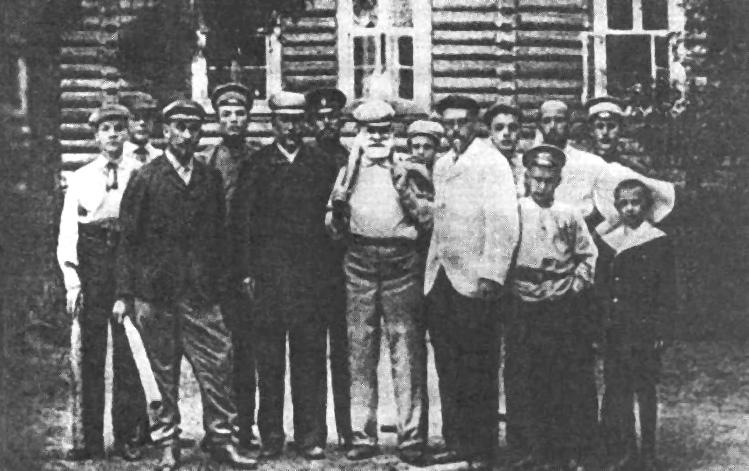
Ivan Pavlov et Nicolay Dubouskoï à Sillamäe dans les années 1900.

Au XIXe siècle, Sillamäe devient un village de villégiature permettant un séjour plus tranquille que dans la ville touristique proche de Hungerburg. Le physiologiste Ivan Pavlov possède une datcha à Sillamäggi, où il passe ses vacances d'été de 1891 à 1917. Parmi les autres vacanciers célèbres de Sillamäe on peut citer le poète Constantin Balmont (1905), le peintre Albert Benois (1898 et 1899), le physicien Paul Ehrenfest (1908–1912), le botaniste Andreï Famintsyne (années 1890), l'historien Mikhail Gershenzon (en) (1911–1914), l'inventeur Boris Rosing (1902–1911) et le compositeur Pyotr Ilyich Tchaikovsky (1868).
Dans les années 1920 et 1930, Sillamäe et ses environs ont vu l’essor de l'industrie minière des schistes bitumineux. En 1927–1929, la société suédoise Estländska Oljeskifferkonsortiet a construit une usine d'extraction du pétrole de schiste et une centrale électrique sur les terrains du Manoir de Türsamäe, dans la partie occidentale de Sillamäe. Cette usine a atteint une capacité de 500 tonnes par jour au milieu des années 1930. Un petit port construit à Sillamäe pour l'usine sera détruit pendant la Seconde Guerre mondiale.
Pendant l'occupation nazie plusieurs camps de concentration sont mis en place à proximité de Sillamäe pour employer des travailleurs-esclaves dans les mines locales. À leur retrait en 1944 les forces nazies sabotent l'usine de traitement du schiste bitumeux. Les positions défensives des Allemands sur les collines de Sinimäed (en) à l'est de Sillamäe ont formé la ligne Tannenberg pendant la bataille de Narva (1944).
En 1946–1948, les soviétiques reconstruisent l'ancienne usine de traitement de Sillamäe afin d'extraire de l'oxyde d'uranium du minerai d'argilite à Dictyonema (une sorte de schiste bitumineux ),,.
À cette époque de nombreux prisonniers de guerre sont employés dans les opérations de construction et les travaux miniers à Sillamäe. Le processus d'extraction de l'uranium de l'usine de Sillamäe est développé en collaboration avec l'usine pilote de Narva. L'extraction minière continue jusqu'en 1952. Les années suivantes, l'usine de Sillamäe est fournie en minerais plus riches en uranium importés d'Asie centrale et des pays de l'est, principalement des mines de Tchécoslovaquie, RDA, Hongrie, Pologne et Roumanie.
En 1970, l'usine commence à traiter du minerai de loparite extrait dans la péninsule de Kola et elle produit du tantale et du niobium. Par la suite elle commence à traiter des terres rares. En 1982, l'usine commence la production d'uranium enrichi (2–4,4 % 235U) sous forme de UO2. La production d'uranium de Sillamäe continue à fournir des matériaux nucléaires pour les centrales nucléaires et les armes nucléaires soviétiques jusqu'en 1989. Durant la période 1950–1989, l'usine a produit environ 98 681 tonnes d'uranium (principalement du U3O8) et 1 354,7 tonnes d'uranium enrichi.
Pendant sa période d'activité, l'usine de Sillamäe a déversé ses déchets de traitement dans un bassin de résidus, situé dans la partie nord-ouest de Sillamäe, près du rivage de la mer Baltique. Dans les années 1990, cet étang a présenté un grave danger écologique dû à la lixiviation des déchets radioactifs et autres particules nocives et des matières dissoutes dans la mer Baltique. Dans les années 2000, des mesures ont été prises pour assurer le confinement des déchets à Sillamäe.
Pendant la période soviétique, Sillamäe était une ville fermée, en raison de la présence de cette usine chimique produisant ces produits destinés aux centrales nucléaires et aux usines d'armement.

## Population

### Évolution démographique
| 1959  | 1970   | 1979   | 1989   | 2000   |
| ----- | ------ | ------ | ------ | ------ |
| 8 374 | 13 559 | 16 157 | 20 561 | 17 199 |

| 2010   | 2012   | 2014   | 2015   | 2020   |
| ------ | ------ | ------ | ------ | ------ |
| 16 183 | 14 487 | 14 122 | 13 906 | 12 480 |

| 2023   | - | - | - | - |
| ------ | - | - | - | - |
| 12 452 | - | - | - | - |

### Composition  ethnique
| Ethnie      | 1959 | 1959 | 1970  | 1970 | 1979  | 1979 | 1989  | 1989 | 2000  | 2000 | 2011  | 2011 | 2021  | 2021 |
| Ethnie      | Hab. | %    | Hab.  | %    | Hab.  | %    | Hab.  | %    | Hab.  | %    | Hab.  | %    | Hab.  | %    |
| ----------- | ---- | ---- | ----- | ---- | ----- | ---- | ----- | ---- | ----- | ---- | ----- | ---- | ----- | ---- |
| Estoniens   | 174  | 2.12 | 659   | 4.88 | 689   | 4.26 | 656   | 3.19 | 719   | 4.18 | 685   | 4.81 | 690   | 5.55 |
| Russes      | -    | -    | 11566 | 85.6 | 13850 | 85.7 | 17770 | 86.4 | 14756 | 85.8 | 12469 | 87.5 | 10774 | 86.6 |
| Ukrainiens  | -    | -    | 390   | 2.89 | 482   | 2.98 | 698   | 3.39 | 517   | 3.01 | 354   | 2.48 | 329   | 2.64 |
| Biélorusses | -    | -    | 390   | 2.89 | 531   | 3.29 | 653   | 3.18 | 479   | 2.79 | 305   | 2.14 | 231   | 1.86 |
| Finnois     | -    | -    | 155   | 1.15 | 185   | 1.15 | 213   | 1.04 | 185   | 1.08 | 114   | 0.80 | 80    | 0.64 |
| Juifs       | -    | -    | 20    | 0.15 | 16    | 0.10 | 14    | 0.07 | 16    | 0.09 | 7     | 0.05 | 6     | 0.05 |
| Lettons     | -    | -    | 15    | 0.11 | 16    | 0.10 | 22    | 0.11 | 19    | 0.11 | 13    | 0.09 | 17    | 0.14 |
| Allemands   | -    | -    | -     | -    | 29    | 0.18 | 40    | 0.19 | 48    | 0.28 | 33    | 0.23 | 37    | 0.30 |
| Tatars      | -    | -    | -     | -    | 63    | 0.39 | 102   | 0.50 | 64    | 0.37 | 48    | 0.34 | 54    | 0.43 |
| Polonais    | -    | -    | -     | -    | 30    | 0.19 | 30    | 0.15 | 28    | 0.16 | 19    | 0.13 | 16    | 0.13 |
| Lituaniens  | -    | -    | 26    | 0.19 | 32    | 0.20 | 32    | 0.16 | 26    | 0.15 | 17    | 0.12 | 14    | 0.11 |
| inconnue    | 0    | 0.00 | 0     | 0.00 | 0     | 0.00 | 0     | 0.00 | 135   | 0.78 | 26    | 0.18 | 18    | 0.14 |
| autres      | 8036 | 97.9 | 284   | 2.10 | 234   | 1.45 | 331   | 1.61 | 207   | 1.20 | 162   | 1.14 | 173   | 1.39 |
| Total       | 8210 | 100  | 13505 | 100  | 16157 | 100  | 20561 | 100  | 17199 | 100  | 14252 | 100  | 12439 | 100  |

## Jumelages
| Ville | Ville          | Pays | Pays        |
| ----- | -------------- | ---- | ----------- |
|       | Brovary        |      | Ukraine     |
|       | Bützow         |      | Allemagne   |
|       | Havre de Grace |      | États-Unis  |
|       | Iaroslavl      |      | Russie      |
|       | Kingissepp     |      | Russie      |
|       | Kotka          |      | Finlande    |
|       | Mstsislaw      |      | Biélorussie |
|       | Nokia          |      | Finlande    |

## Galerie

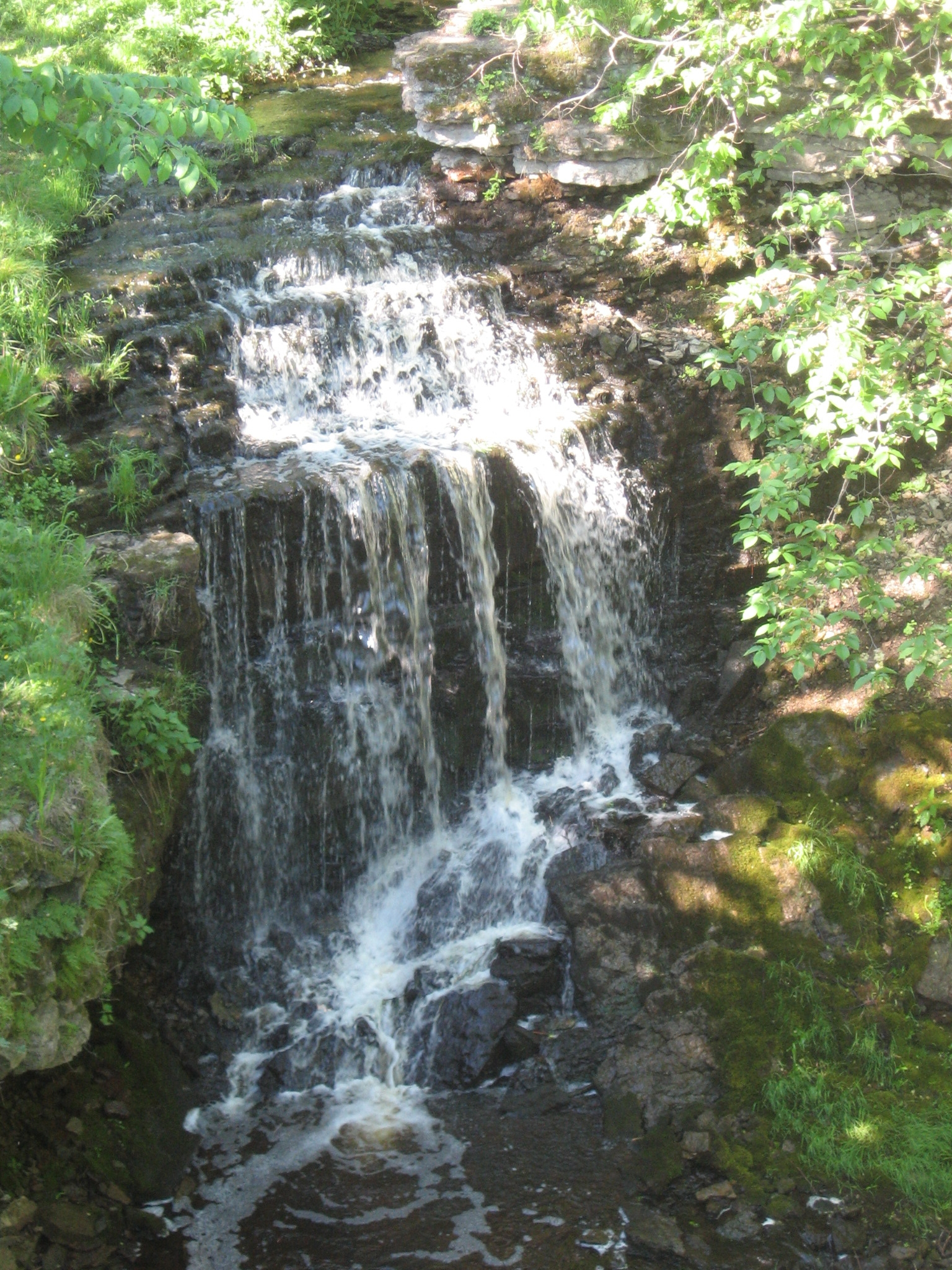
Cascade de Langevoja.
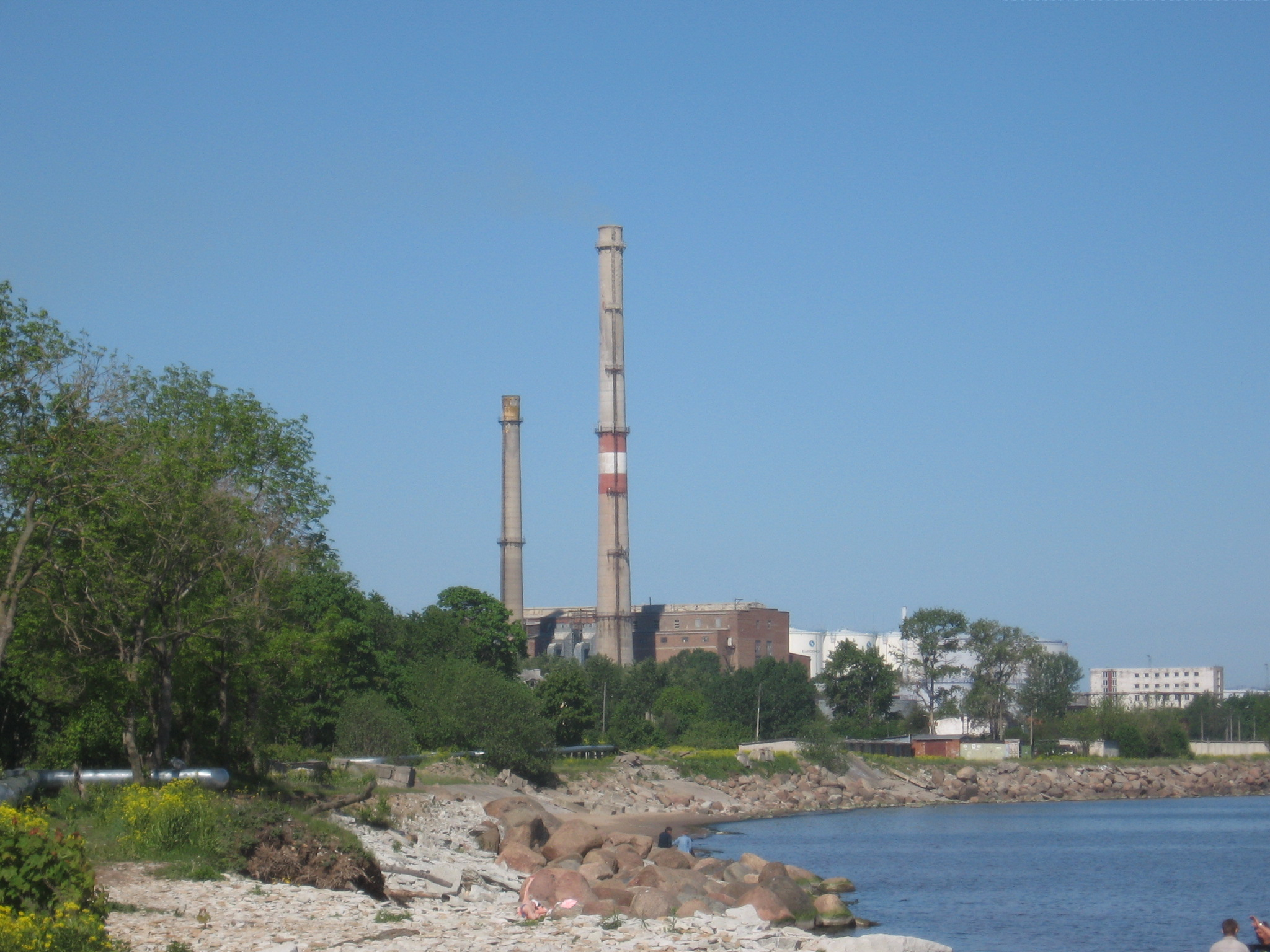
Centrale électrique thermique.
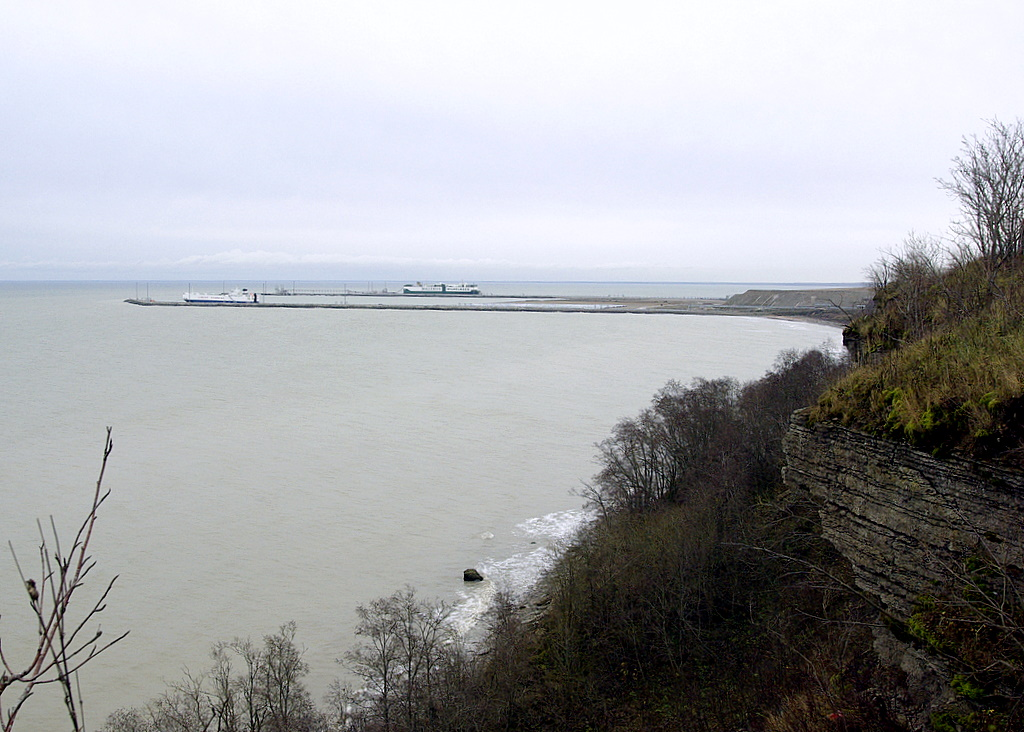
Port de Sillamäe.
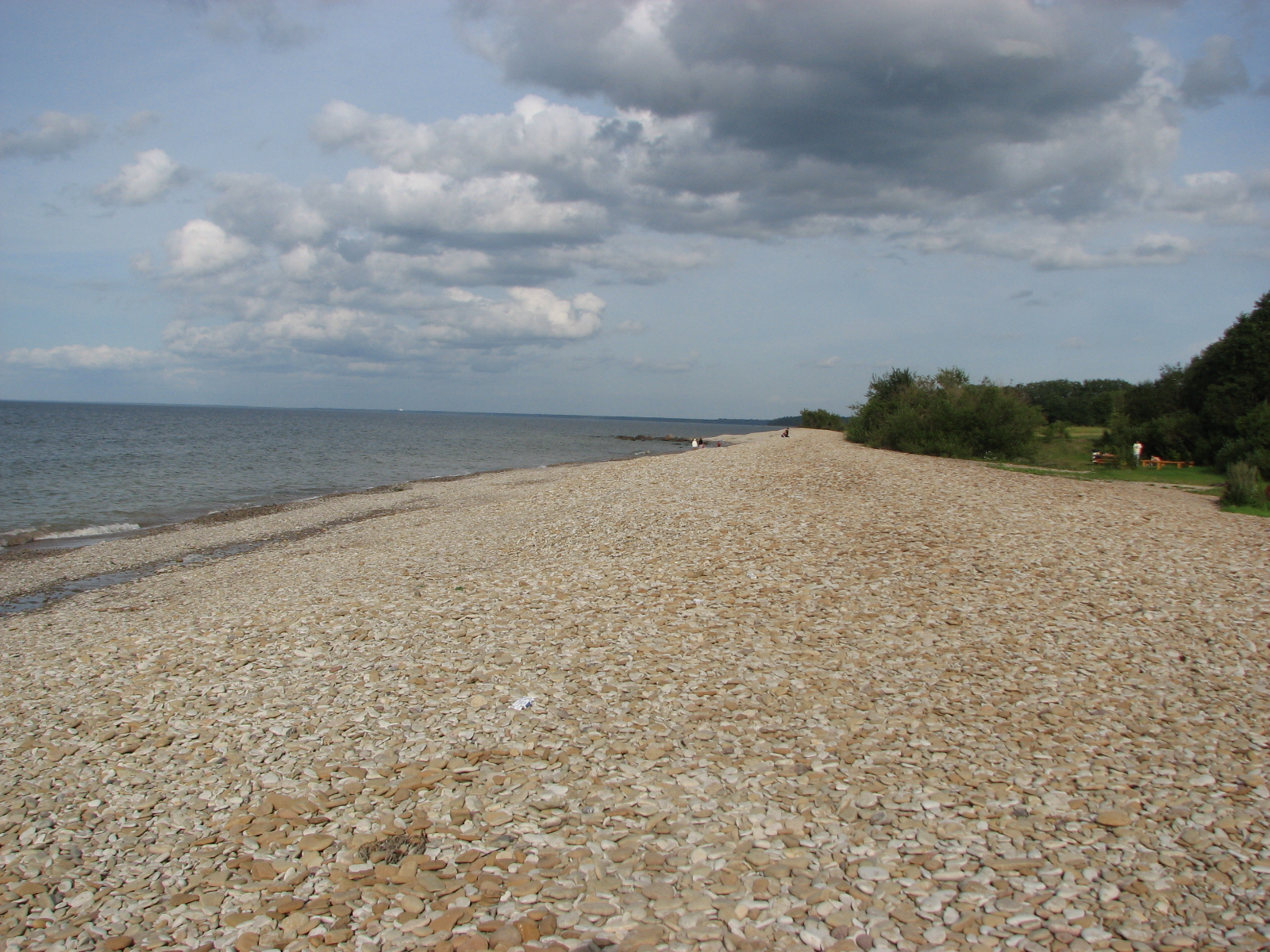
Plage de Sillamäe.

## Source
- (en) Cet article est partiellement ou en totalité issu de l’article de Wikipédia en anglais intitulé « Sillamäe » (voir la liste des auteurs).